# T. S. Eliot-díj
A  T. S. Eliot-díj  (The T. S. Eliot Prize for Poetry)  egy irodalmi díj az Egyesült Királyságban, melyet a Poetry Book Society  (Költészeti könyvek társaság)  ad át a legjobb brit vagy ír kiadású, angol nyelvű verseskötetnek bármely évben. A díjat 1993-ban alapították a társaság 40. évfordulója alkalmából, a költő T. S. Eliot emlékére. A 15 000 fontos pénzddíjat Eliot özvegye, Mrs Valerie Eliot ajánlotta fel.
A Missouri államban lévő Truman State University Press szintén kioszt egy bizonyos "T.S. Eliot Prize for Poetry", melynek azonban nincs köze a szigetországbeli díjhoz.

## Díjazottak
- 1993 – Ciarán Carson, First Language: Poems
- 1994 – Paul Muldoon, The Annals of Chile
- 1995 – Mark Doty, My Alexandria
- 1996 – Les Murray, Subhuman Redneck Poems
- 1997 – Don Paterson, God's Gift to Women
- 1998 – Ted Hughes, Birthday Letters
- 1999 – Hugo Williams, Billy's Rain
- 2000 – Michael Longley, The Weather in Japan
- 2001 – Anne Carson, The Beauty of the Husband
- 2002 – Alice Oswald, Dart
- 2003 – Don Paterson, Landing Light
- 2004 – George Szirtes, Reel
- 2005 – Carol Ann Duffy, Rapture
- 2006 – Seamus Heaney, District and Circle
- 2007 – Sean O'Brien, The Drowned Book
- 2008 – Jen Hadfield, Nigh-No-Place
- 2009 – Philip Gross, The Water Table[3]
- 2010 – Derek Walcott, White Egrets
- 2011 – John Burnside, Black Cat Bone]]
- 2012 – Sharon Olds, Stag's Leap
- 2013 – Sinéad Morrissey, Parallax
- 2014 – David Harsent, Fire Songs[4]
- 2015 – Sarah Howe, Loop of Jade[5]
- 2016 – Jacob Polley, Jackself[6]
- 2017 – Ocean Vuong, Night Sky with Exit Wounds[7]
- 2018 – Hannah Sullivan, Three Poems[8]
- 2019 – Roger Robinson, A Portable Paradise
- 2020 – Bhanu Kapil, How to Wash a Heart[9]
- 2021 – Joelle Taylor, C+nto & Othered Poems[10]
- 2022 – Anthony Joseph, Sonnets for Albert[11]
- 2023 – Jason Allen-Paisant, Self-Portrait as Othello[12]

## Külső hivatkozások
- Poetry Book Society – a T. S. Eliot-díj szervezői.
- Poetry Book Society – információk a  T. S. Eliot-díjról.
- T. S. Eliot-díj – szabályok.